# The Booster
Pour plus de détails, voir Fiche technique et Distribution.
The Booster est un court métrage de comédie américain, en noir et blanc et muet, réalisé par Hal Yates et sorti en 1928. Ce film met en scène le comique Charley Chase.

## Fiche technique
Sauf indication contraire, les informations mentionnées dans cette section peuvent être confirmées par la base de données cinématographiques IMDb,  présente dans la section « Liens externes ».
- Titre : The Booster
- Titre original : The Booster
- Réalisation : Hal Yates
- Scénario : Leo McCarey
- Production : Hal Roach (Hal Roach Studios)
- Monteur : Richard C. Currier
- Distribution : Metro-Goldwyn-Mayer
- Pays de production : États-Unis
- Format : Noir et blanc, muet,  35 mm, rapport de forme : 1.33 : 1, procédé sphérique
- Genre : Comédie
- Durée : 20 minutes (600 m, soit 2 bobines)
- Dates de sortie :
  - États-Unis : 24 novembre 1928

## Distribution

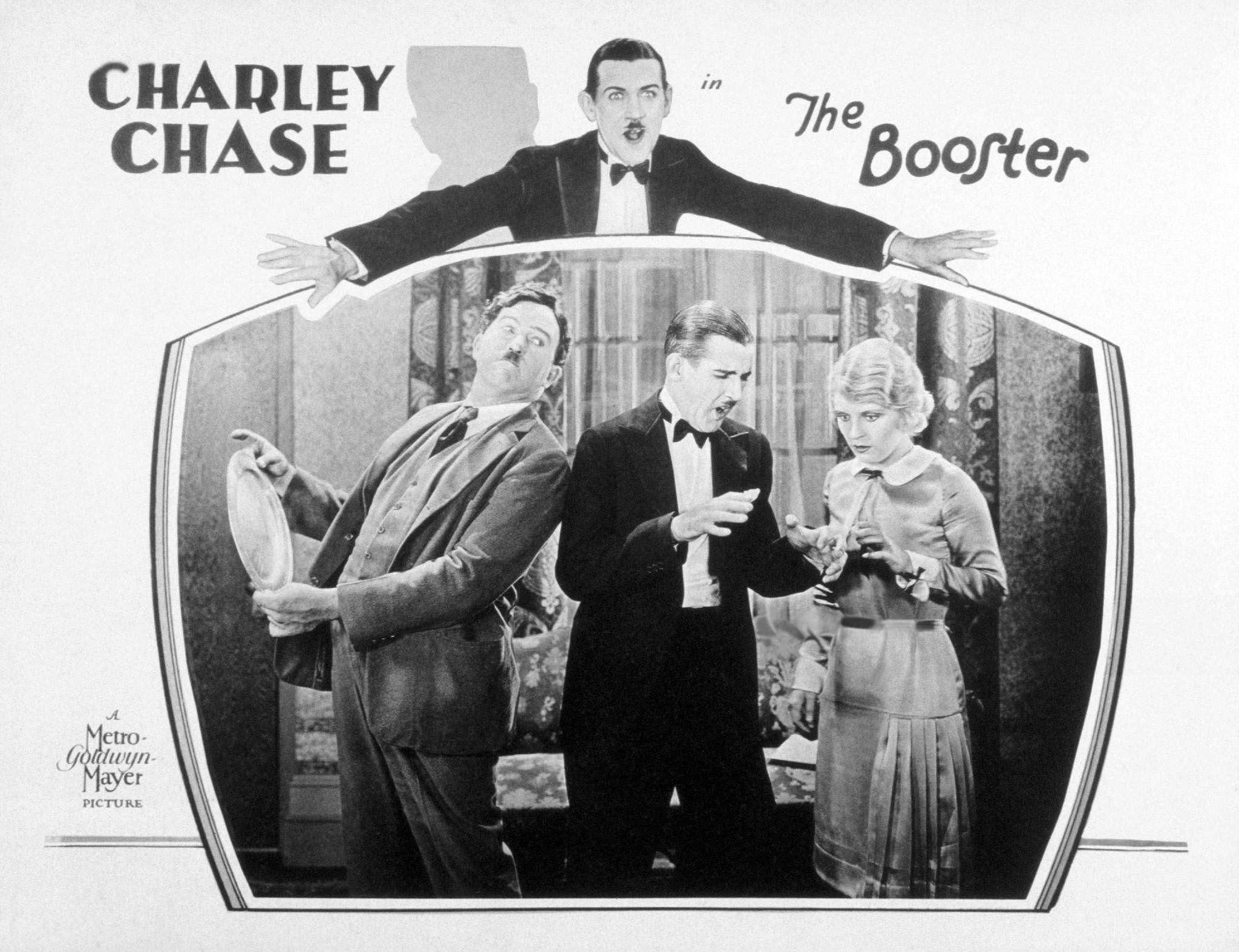
Carte publicitaire de The Booster (1928).

Sauf indication contraire, les informations mentionnées dans cette section peuvent être confirmées par la base de données cinématographiques IMDb,  présente dans la section « Liens externes ».
- Charley Chase : Charley
- Edgar Kennedy
- Robert Emmett O'Connor
- Ruby Blaine (en)

## Autour du film
Sauf indication contraire, les informations mentionnées dans cette section peuvent être confirmées par la base de données cinématographiques IMDb,  présente dans la section « Liens externes ».
Le court métrage The Booster a été tourné du 9 juin au 14 juillet 1928 dans les studios de Hal Roach.